# IC 5106
IC 5106 ist eine Elliptische Galaxie vom Hubble-Typ E/SB0 im Sternbild Pfau am Südsternhimmel. Sie ist schätzungsweise 167 Millionen Lichtjahre von der Milchstraße entfernt und hat einen Durchmesser von etwa 75.000 Lichtjahren. Gemeinsam mit NGC 7127, IC 5116 und PGC 67474 bildet sie die NGC 7123-Gruppe oder LGG 447.
Das Objekt wurde am 28. September 1900 von DeLisle Stewart entdeckt.